# 阿尔贝蒂低音
阿尔贝蒂低音（德語：Alberti-Bass）是一种主要用于古典音乐的伴奏形式，以其发明者多梅尼科·阿尔贝蒂命名。 
阿尔贝蒂低音指的是分解和弦的各个乐音按照特定顺序演奏，通常依“最低、最高、中等、最高”的顺序，作曲家也可根据情况改变顺序，然后多次重复。阿尔贝蒂低音的一个著名例子是莫扎特《C大调钢琴奏鸣曲》的开头： 
一般而言，阿尔贝蒂低音用于键盘乐器的伴奏部分并用左手演奏，用右手演奏的很少见。也有一些用于其他乐器的例子，比如巴托克1934年所作的第五弦乐四重奏。 